# Подпаутинные цистерны
Подпаутинные (субарахноидальные) цистерны — участки расширения субарахноидального пространства в области расхождения паутинной и мягкой мозговых оболочек, располагающиеся преимущественно на основании головного мозга. Все подпаутинные цистерны сообщаются между собой, а также, посредством отверстий Мажанди и Лушки — с полостью четвёртого желудочка. Подпаутинные цистерны заполнены спинномозговой жидкостью.

## Крупные цистерны головного мозга
- Большая цистерна, она же мозго-мозжечковая цистерна или мозжечково-мозговая цистерна (лат. cisterna magna, лат. c. cerebellomedullaris) — наиболее крупная цистерна, ограничена мозжечком, продолговатым мозгом и затылочной костью.

- Цистерна моста, она же препонтинная цистерна — располагается спереди от моста мозга, содержит базилярную артерию. Сообщается кзади с субарахноидальным пространством спинного мозга и мозжечково-мозговой цистерной, спереди — с межножковой цистерной.

- Базальная цистерна (лат. c. suprasellar) — имеет пятиугольную форму, включает межножковую цистерну (между ножками мозга) и цистерну перекрёста (между перекрёстом зрительных нервов и лобными долями).

- Цистерна четверохолмия (она же цистерна вены Галена) (лат. c. quadrigeminalis) — располагается между мозолистым телом и мозжечком; в её области могут располагаться арахноидальные кисты.

- Обводная цистерна (она же охватывающая цистерна; по Синельникову — обходящая цистерна) (лат. c. ambiens) — канал неправильной формы, направляющийся по бокам ножек мозга к крыше среднего мозга; сообщается с мостовой и межножковой цистернами спереди и четверохолмной цистерной сзади.

- Цистерна боковой ямки большого мозга (лат. cisterna fossae lateralis cerebri) — располагается в латеральной борозде большого мозга.